# Glory (álbum)
Glory es el noveno álbum de estudio de la cantante estadounidense Britney Spears. Fue lanzado el 26 de agosto de 2016 por RCA Records. Después de renovar su contrato con RCA, Spears comenzó a trabajar en el álbum en 2014; a falta de una fecha límite para la finalización del álbum, Spears continuó grabándolo durante 2015 y 2016. El proyecto mezcla sonidos Pop, con elmentos del R&B, EDM y hip-hop.
Glory recibió reseñas generalmente positivas de los críticos de música, quienes describieron la entrega vocal de Spears como la mejor desde su cuarto álbum de estudio, In the Zone (2003) y lo consideraron como su álbum más involucrado y comprometido en más de una década. «Make Me...» en colaboración con G-Eazy fue lanzado como el primer sencillo del álbum el 15 de julio de 2016. «Slumber Party», con la colaboración de Tinashe, fue publicado cuatro meses más tarde como el segundo sencillo del álbum. Además, Glory fue promovido con tres canciones promocionales; «Private Show», «Clumsy», y «Do You Wanna Come Over?», las cuales fueron liberadas semanas antes de su lanzamiento.
Comercialmente, el álbum debutó en la posición número tres de la lista Billboard 200 en Estados Unidos y vendió 112 000 copias en su primera semana en el país. Por otro lado, debutó en la posición número uno en Irlanda, Italia, República Checa y Taiwán, mientras que llegó a las diez primeras posiciones en las listas de otros 20 países. Spears promocionó el álbum con apariciones en televisión y actuaciones televisadas, incluidos los MTV Video Music Awards 2016. 
En 2020, el álbum fue reeditado por RCA en los formatos digital y vinilo incorporando una nueva portada con nuevas fotografías captadas por el fotógrafo David LaChapelle las cuales habían sido descartadas en el año 2016. Se relanzaron las versiones estándar y de lujo del álbum el 29 de mayo y el 4 de diciembre respectivamente. Se incluyeron las canciones promocionales «Mood Ring» y «Swimming in the Stars».

## Antecedentes y grabación
| "«Pretty Girls» no era original. Britney quería hacer cosas que fuesen frescas e inesperadas en este momento. Nunca hubo un momento en el que se le dio una canción, y nadie dijo: "Este es un éxito. Tienes que grabarlo". Britney persiguió las canciones que quería hacer por sí misma. Ella se acercó con los conceptos y las melodías. Es su bebé. Es como ser un atleta. Si estás haciendo demasiado, entrarás en forma. Ella siempre estuvo dispuesta a trabajar durante las sesiones del álbum, y fue muy importante para ella terminar las sesiones en una hora determinada para que así pudiera recoger a sus hijos de la escuela".— — Karen Kwak describiendo el proceso de grabación de Glory. |

En agosto de 2014, Spears confirmó que había renovado su contrato con RCA y que se encontraba escribiendo y grabando nueva música. El proceso de grabación para el álbum tomó dos años y medio y se grabaron entre "30-40" canciones. Seis meses después de la grabación del álbum, Spears se mostró insatisfecha con los resultados tras la publicación del sencillo «Pretty Girls» (2015). Tras ello, Karen Kwak fue llamada para ser la productora ejecutiva, ayudando a Spears a encontrar "las personas más divertidas". Kwak tenía el propósito de recordar antiguos sonidos de los álbumes In the Zone y Blackout, y optó por buscar a los productores adecuados para traer el sonido de regreso. Kwak dijo del álbum: "Britney persiguió las canciones que quería hacer por sí misma. Ella se acercó con los conceptos y las melodías. Es su bebé." En una entrevista con Billboard en marzo de 2015, Spears dijo que estaba trabajando en un nuevo álbum "lento pero seguro".
En abril de 2015, Matthew Koma confirmó que había trabajado en el álbum, pese a ello, ninguna canción bajo su producción fue elegida para el corte final del álbum. En junio de 2015, Spears fue fotografiada trabajando con Sam Bruno, sin embargo, ninguno de estos materiales terminó en el álbum. En julio de 2015, Spears fue fotografiada trabajando con los escritores Chantal Kreviazuk y Simon Wilcox, junto con el productor Ian Kirkpatrick; en ese mismo mes, DJ Mustard anunció que estaba trabajando en el álbum, más tarde se revelaría que la canción «Mood Ring» había sido grabada ese mismo mes. Spears también fue fotografiada trabajando con el productor Alex Da Kid en julio de 2015, sin embargo, sus contribuciones no formaron parte del corte final para el álbum. En octubre de 2015, Spears fue nuevamente fotografiada pero esta vez trabajando en el estudio con Burns y Mischke. Más tarde ese mes, Spears bromeó sobre el título de "Just Luv Me". En noviembre de 2015, Spears fue fotografiada trabajando en el estudio con Justin Tranter y Julia Michaels.
En marzo de 2016, Spears dijo que estaba "siendo más práctica" con el álbum y que es "la mejor cosa que he hecho en mucho tiempo", aunque señaló que no sabía realmente cuando sería terminado." La última canción en ser grabada para el álbum, fue «Love Me Down».

## Composición
Desde el inicio del proceso de grabación del álbum, Spears insistió en que quería hacer algo diferente con el proyecto y dar un "giro a la izquierda". En julio de 2016 durante un Q&A en Tumblr con sus fanes, Spears habló sobre el estilo del álbum, comentando: "Voy a decir esto... realmente estoy explorando algunas cosas nuevas." El 5 de agosto, Britney reveló en una entrevista radial en el segmento On Air with Ryan Seacrest que el álbum "tomó mucho tiempo, pero creo que lo trajeron a un nivel en el que estaba muy, muy feliz con lo que tenía, es fresco y es muy diferente. Creo que este es probablemente un álbum más hip hop. Quizás hay como dos o tres canciones que van en una dirección más urbana, algo que he querido hacer desde hace mucho tiempo."
Glory es principalmente un álbum de pop, R&B y dance pop con influencias de EDM y hip hop.

## Título y portada
El 3 de agosto de 2016, Spears dio a conocer el nombre y la portada de su nuevo disco (sesión fotográfica tomada por Randee St. Nicholas en el set del video musical de «Make Me...»), confirmando además la fecha de lanzamiento y anunciando que su nueva canción «Private Show» estaría inmediatamente disponible para su descarga para quienes pre-ordenaran su álbum en iTunes. En Most Requested Live with Romeo, Spears reveló que fue su hijo, Sean Preston, quien eligió el nombre del álbum. En mayo de 2020, tras una campaña realizada por los fanáticos, una portada alternativa del álbum, con Spears en un traje de baño dorado en medio del desierto, se subió a las plataformas digitales de streaming para la edición estándar 2020 del álbum.

## Reediciones
Glory se reeditó dos veces en 2020. La primera reedición fue de la edición estándar, lanzada el 29 de mayo de 2020 en las plataformas digitales. Se agregó la pista anteriormente exclusiva en la versión japonesa del álbum en 2016, «Mood Ring», así como también, una nueva portada. Spears anunció el lanzamiento en su página de Instagram, reconociendo la demanda de los fanes de una nueva portada para el álbum.
La segunda reedición fue de la edición de lujo. Fue lanzada el 4 de diciembre de 2020 en los formatos digital y vinilo. Se incorporaron nuevas fotografías descartadas del año 2016 las cuales habían sido captadas por el fotógrafo David LaChapelle. Se agregaron dos nuevas canciones, «Swimming in the Stars» y «Matches», siendo esta última una colaboración con los Backstreet Boys, además se incluyeron tres nuevas remezclas de «Mood Ring».

## Promoción

### Sencillos

#### Make Me...

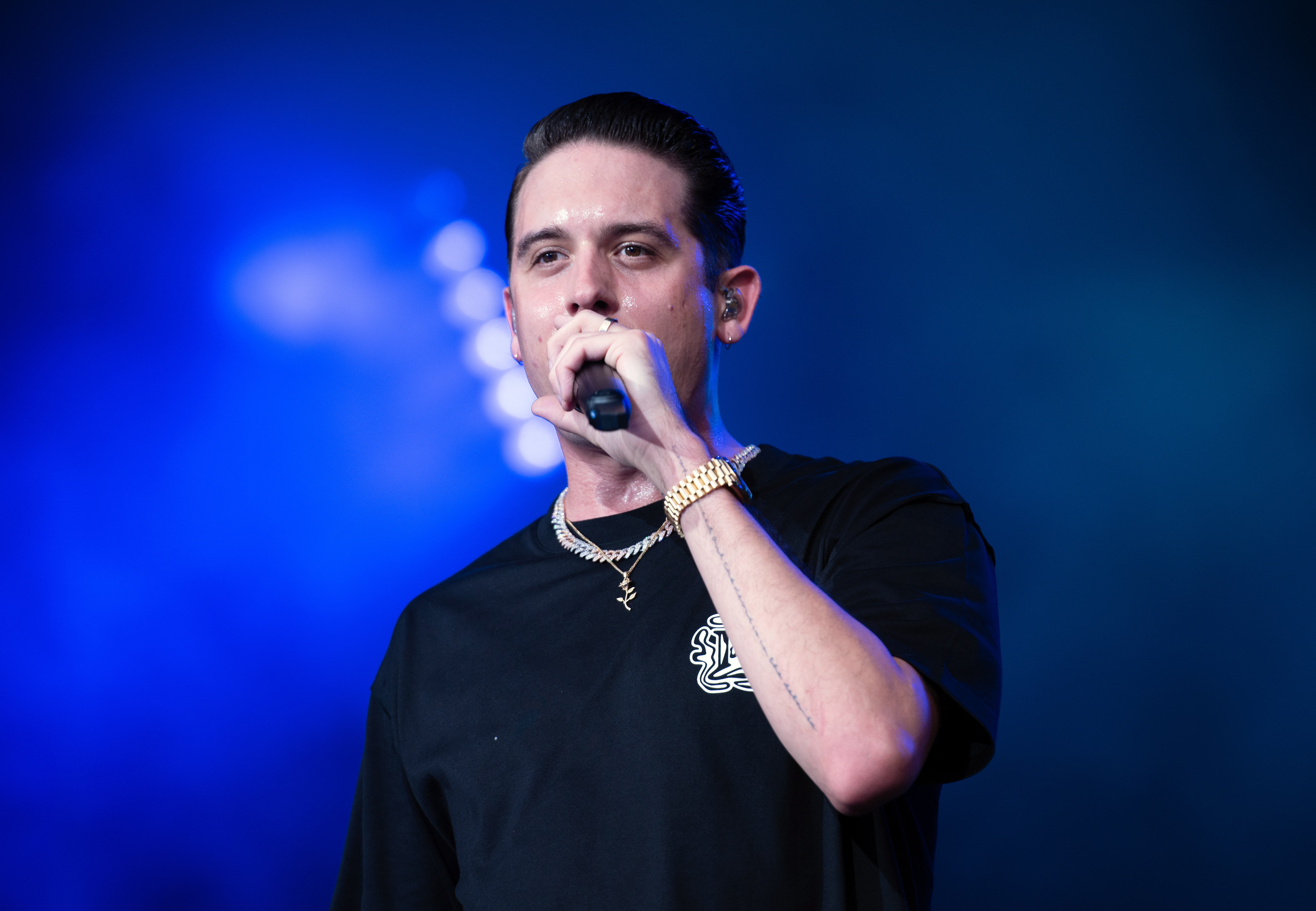
G-Eazy (imagen) intérprete colaborador en «Make Me...», primer sencillo del álbum.

El 15 de julio de 2016, Spears lanzó el primer sencillo del álbum, «Make Me...», en iTunes Store. La canción es un medio tiempo "furtivo" con elementos del R&B, que cuenta con la colaboración del rapero G-Eazy. El video musical se estrenó en VEVO el 5 de agosto de 2016. El sencillo debutó en el número 17 de la lista Billboard Hot 100, convirtiéndose en el sexto debut más alto de Spears y en su canción número 34 en ingresar a la lista.
En abril de 2018, la canción fue certificada platino en los Estados Unidos tras vender más de un millón de copias.

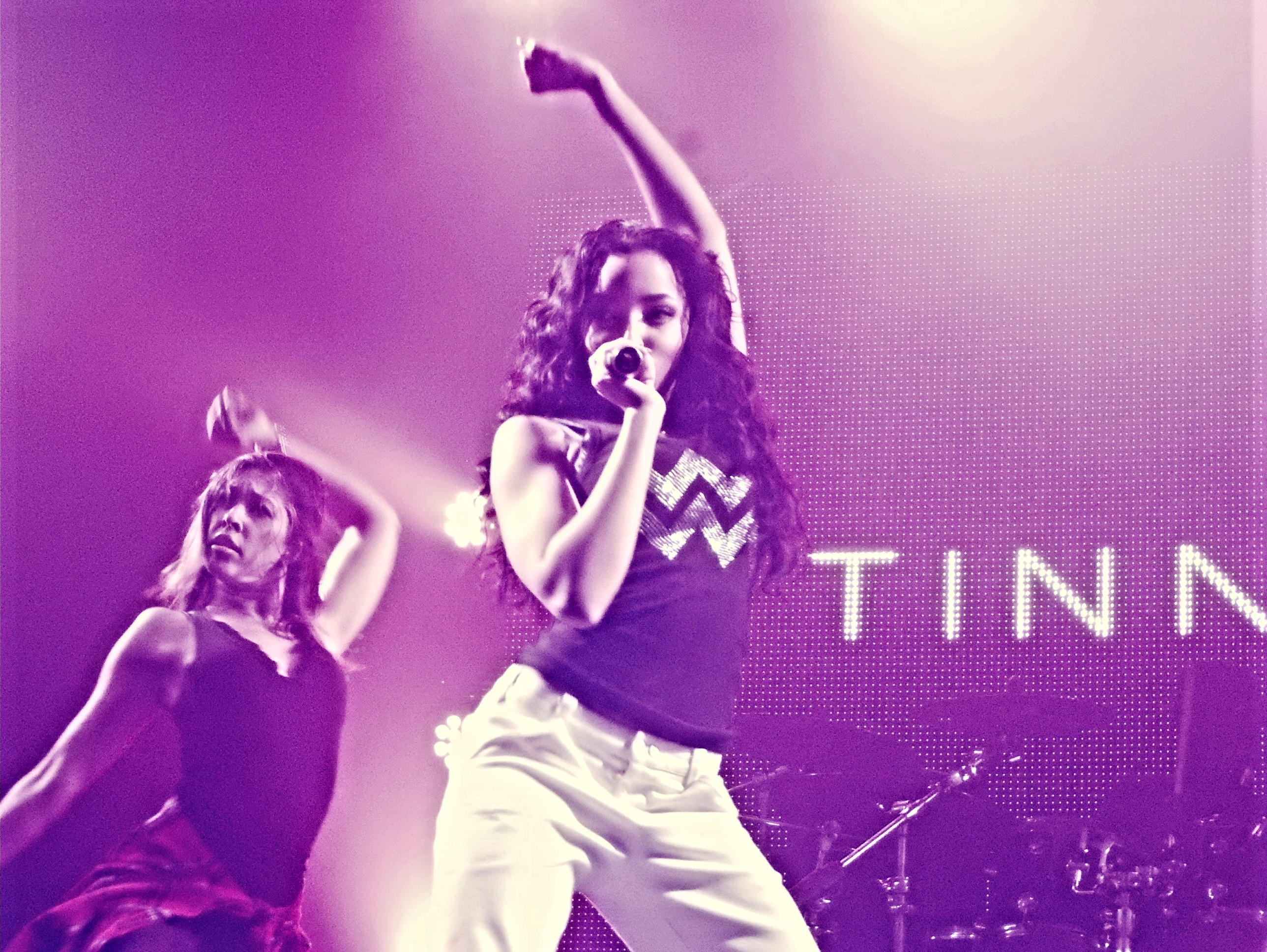
Tinashe (imagen) intérprete colaborador en la re mezcla de la canción «Slumber Party».

#### Slumber Party
Una nueva versión de la canción «Slumber Party» con la colaboración de la cantante Tinashe fue lanzada el 16 de noviembre de 2016 como segundo sencillo del álbum. El vídeo musical fue filmado el 25 de octubre de 2016 bajo la dirección de Colin Tilley y publicado el 18 de noviembre a través de VEVO. En él aparecen ambas cantantes realizando bailes sensuales en una mansión recreando una auténtica fiesta de pijamas. El sencillo debutó en la posición número 86 de la edición del 10 de diciembre de 2016 de la lista Billboard Hot 100, convirtiéndose en su canción número 35 en ingresar a la lista.

### Canciones promocionales
«Private Show» fue lanzado como la primera canción promocional junto con la pre-orden del álbum. El título de la canción comparte el nombre de su última fragancia. Fue escrita por Britney Spears, Carla Williams, Tramaine Winfrey, Simon Smith y Josh Dun. «Clumsy» fue lanzado como segunda canción promocional el 11 de agosto de 2016. La tercera canción promocional «Do You Wanna Come Over?» fue lanzada el 18 de agosto de 2016. En octubre de 2018, la OCC reportó que en el Reino Unido eran tres de las nueve canciones más exitosas de Spears que no fueron publicadas como sencillo, con base en ventas de descargas y streams, y donde «Do You Wanna Come Over?» ocupó el cuarto puesto.
El 29 de mayo de 2020, a casi cuatro años del lanzamiento del álbum en 2016, se lanzó «Mood Ring» como la cuarta canción promocional junto con el relanzamiento 2020 de la versión estándar del álbum. «Swimming in the Stars» se anunció el 11 de noviembre de 2020 como la quinta canción promocional junto con el relanzamiento 2020 de la versión de lujo del álbum.

### Presentaciones en vivo y entrevistas

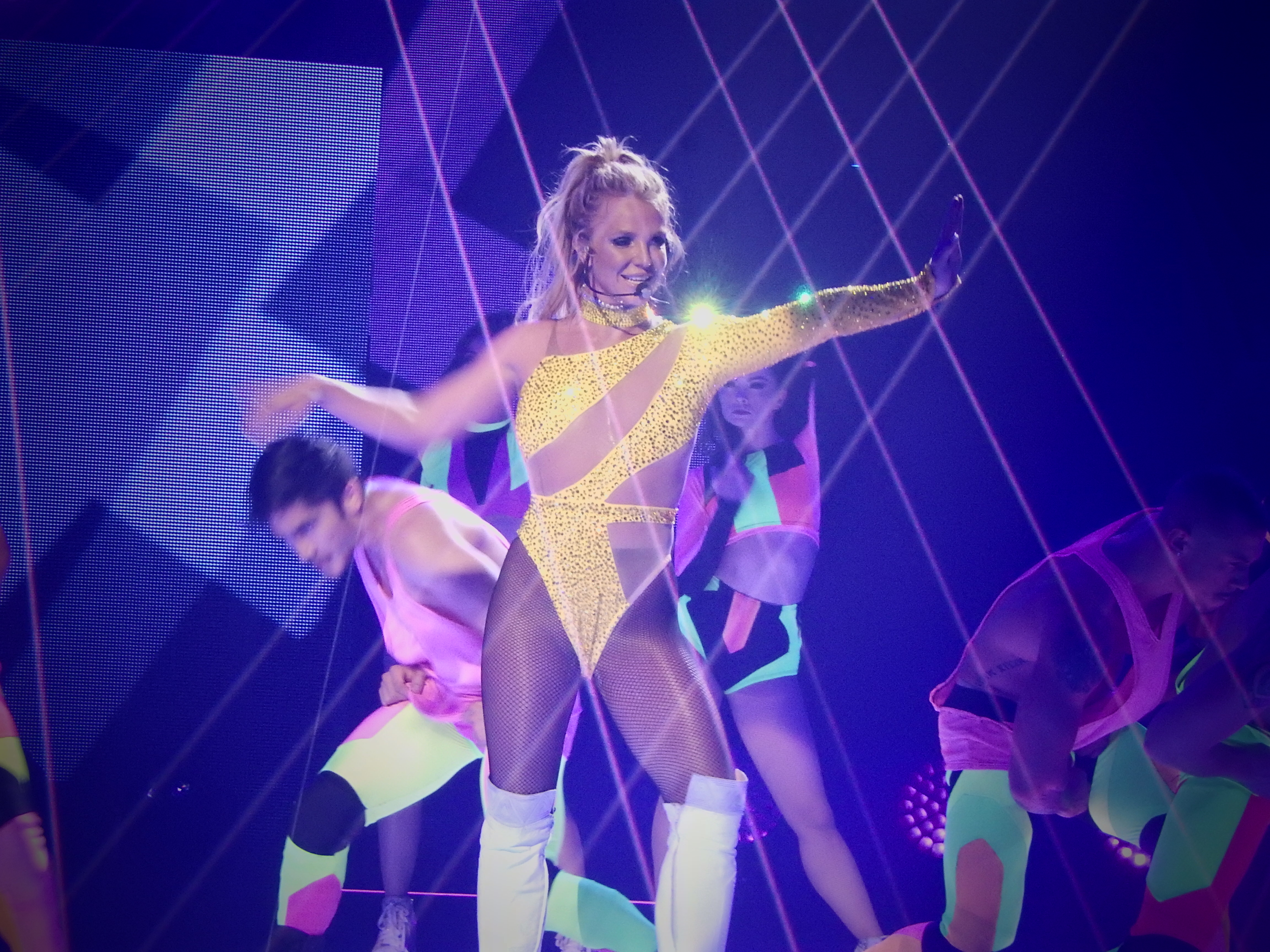
Spears interpretando «Do You Wanna Come Over?» desde el Apple Music Festival 2016 en Londres.

El 26 de julio, Spears participó en una sesión Q&A en su página de Tumblr. En agosto, apareció en Jimmy Kimmel Live!, en la sección pranking Jimmy Kimmel con una actuación improvisada junto a varios bailarines promocionando el sencillo «Make Me...». El 5 de agosto, fue entrevistada para el programa de radio On Air with Ryan Seacrest, donde se discutió el desarrollo del álbum. El 16 de agosto, Spears anunció que iba a presentar «Make Me...» en los MTV Video Music Awards 2016. La actuación fue anunciada tras la cancelación de dos espectáculos de la residencia Britney: Piece of Me. La presentación se convirtió en su regreso a los VMAs tras hasta entonces, su última actuación en el año 2007 con «Gimme More». El 24 de agosto, fue entrevistada en BBC's Scott Mills. El 25 de agosto, apareció en el segmento "Carpool Karaoke" en el programa The Late Late Show with James Corden, donde cantó: «Make Me...», «Oops! ... I Did It Again», «Womanizer», «Toxic» y «...Baby One More Time». El 27 de agosto, Spears apareció en un nuevo Q&A esta vez para Most Requested Live en la que respondió a las preguntas enviadas por sus fanes. El 1 de septiembre, Britney apareció por primera vez en quince años en el programa The Today Show en donde fue entrevistada y luego presentó las canciones «Make Me...» y «Do You Wanna Come Over?» El 8 de septiembre, apareció en The Ellen DeGeneres Show. El 24 de septiembre, se presentó en el festival de música iHeartRadio 2016 en el T-Mobile Arena de Las Vegas. El 27 de septiembre, interpretó una réplica de su espectáculo en Las Vegas, Britney: Piece of Me, en el Apple Music Festival desde Londres. El 1 de octubre, apareció en el programa de televisión The Jonathan Ross Show, siendo entrevistada e interpretando «Make Me...», tras ello marcó su primera actuación en la televisión británica desde el año 2008. El 2, 3 y 10 de diciembre de 2016, Spears se presentó en los conciertos KIIS-FM Jingle Ball, Triple Ho Show 7.0 y B96 Pepsi Jingle Bash Festival respectivamente.
Las canciones «Do You Wanna Come Over?» y «Coupure Électrique» fueron incluidas en el repertorio de su cancelada segunda residencia en Las Vegas, Britney: Domination (2019).

### Gira mundial
El 28 de marzo de 2017, la cantante confirmó a través de su cuenta oficial de Facebook una gira asiática llamada Britney: Live In Concert que se desarrolló durante los meses de junio y julio de 2017. Spears se presentó en Filipinas, Taiwán, Tailandia, Hong Kong e Israel por primera vez durante la gira.
El 22 de diciembre de 2017, con el término de su residencia de conciertos el 31 de diciembre de 2017, Spears anunció que llevará su show Britney: Piece of Me a Dinamarca para el festival Smukfest.[cita requerida] Del mismo modo, fue confirmado por MTV UK que la cantante estaría desarrollando conciertos en el Reino Unido durante el verano de 2018, dando lugar a un etapa europea de la gira a esperas de las confirmaciones de más fechas en el continente.
Un mes más tarde, el 23 de enero, la cantante anunció las fechas correspondientes de la gira por Norteamérica y Europa, eso sí, en recintos con capacidad más reducida que en su anterior gira de conciertos internacional Femme Fatale Tour de 2011. El anuncio revelaba 11 fechas en los Estados Unidos y 11 en Europa, más la que ya había anunciado anteriormente.

## Recepción

### Comentarios de la crítica
Glory recibió críticas generalmente positivas por parte de los críticos. Sal Cinquemani de Slant Magazine calificó al álbum con 3.5 estrellas de un total de 5, catalogando al sonido algo "audaz y maduro", pero criticando duramente la canción «Private Show», agregando que es la "única falla del álbum." En un punto de vista positivo, Crystal Bell de MTV lo llamó una «obra maestra» y Maura Johnston de The Boston Globe describió el álbum como "una energía desenfrenada" que "opera en sus propios términos." Neil McCormick de The Daily Telegraph elogió la producción, y señaló que "cada pista suena como un sencillo". En una revisión mixta, Jon Parales de The New York Times afirmó que el álbum es "unidimensional", pero acaba señalando que suena como si "ha vuelto enfáticamente al primer plano." Mesfin Fekadu de Associated Press tomó nota de Spears agregando que "Britney se ha subido al carro del R&B", pero afirmó que las canciones no eran "auténticamente Britney." Por el contrario, Nolan Feeney de Entertainment Weekly caracterizó que las canciones en el álbum se hacen sonar "como atisbos de la Britney real, sus gustos musicales, su voz, imperfecciones y todo".
En particular, la voz de Spears fue generalmente elogiada. El diario Los Angeles Times la describió como un "gran avance" por sobre Britney Jean (2013), señalando que "la naturaleza muy bien realizada del canto hace que pasemos un muy buen momento." The Boston Globe señaló que Spears fue "lanzándose de lleno en su interpretación vocal" y The New York Times describió a Spears como "más involucrada, más presente, de lo que se tiene." Rolling Stone comparó positivamente la voz de Spears a los de sus anteriores álbumes como In the Zone, señalando "que no ha jugado con su voz tan hábilmente desde los días de «Toxic»". Entertainment Weekly señaló al álbum como "el más atractivo vocalmente" y a Spears en estar "más presente y entusiasta." Similarmente, Idolator describe a Spears como "más lúcida, comprometida y centrada de lo que ha estado haciendo en años." Slant Magazine acredita a Spears en "tener la voluntad de crecer vocalmente y explorar nuevos terrenos", pero también remarcó que, a veces, esto "hace resaltar sus defectos".

### Reconocimientos
| Publicación     | Reconocimiento                          | Nominación | Posición | Ref.   |
| --------------- | --------------------------------------- | ---------- | -------- | ------ |
| Reconocimientos |                                         |            |          |        |
| Slant Magazine  | Los 25 mejores álbumes de 2016          | «Glory»    | 10       | [ 69 ] |
| Digital Spy     | Los 20 mejores álbumes de 2016          | «Glory»    | 11       | [ 70 ] |
| Fuse            | Los mejores álbumes del año 2016        | «Glory»    | 12       | [ 71 ] |
| Idolator        | Los 10 mejores álbumes lanzados en 2016 | «Glory»    | 3        | [ 72 ] |
| AOL             | Los mejores álbumes de 2016             | «Glory»    | 5        | [ 73 ] |
| Rolling Stone   | Los 20 mejores álbumes pop de 2016      | «Glory»    | 5        | [ 74 ] |
| Metacritic      | Los mejores álbumes de 2016             | «Glory»    | 11       | [ 75 ] |

### Desempeño comercial
Glory debutó en el puesto número tres de la lista Billboard 200 de Estados Unidos, vendiendo 111.000 unidades en su primera semana, con 88.000 procedentes de las ventas puras del álbum. Se convirtió en el debut más alto de Spears desde su séptimo álbum de estudio, Femme Fatale, que encabezó la lista en el año 2011. Hasta principios de 2019, vendió 154 000 copias en el país, siendo su álbum de estudio menos vendido, según Nielsen SoundScan. En Reino Unido e Irlanda, Glory debutó en el número dos y el número uno, respectivamente, convirtiéndose en el debut más alto en aquellos países desde Blackout (2007). En Alemania, el álbum debutó en el puesto número tres, convirtiéndose en la posición más alta obtenida desde hace 13 años, con el lanzamiento de su cuarto álbum de estudio, In the Zone (2003). En Italia, el álbum debutó en la posición número uno, convirtiéndose en el primer álbum de Britney en llegar al primer lugar de la lista de álbumes de aquel país.

## Listado de canciones
- Edición estándar[79]

| N.º   | Título                    | Escritor(es)                                                 | Productor(es)                 | Duración |  |
| 1.    | «Invitation»              | Britney Spears, Michaels, Tranter, Monson                    | Monson, Mischke               | 3:19     |  |
| 2.    | «Do You Wanna Come Over?» | Mattias Larsson, Robin Fredriksson, Michaels, Tranter, Chila | Mattman & Robin               | 3:22     |  |
| 3.    | «Make Me...» (con G-Eazy) | Spears, Burns, Janiak, Gillum                                | Burns, Mischke                | 3:50     |  |
| 4.    | «Private Show»            | Spears, Williams, Winfrey, Smith                             | Winfrey, Mischke              | 3:55     |  |
| 5.    | «Man on the Moon»         | Evigan, Juber, Ryan, Fox, Lomax                              | Evigan, Dan Book, Pat Thrall  | 3:46     |  |
| 6.    | «Just Luv Me»             | Omelio, Høiberg, Michaels                                    | Cashmere Cat, Robopop, Mischk | 4:01     |  |
| 7.    | «Clumsy»                  | Riley, Felder, Niceforo                                      | Felder, Alex Nice, Mischke    | 3:02     |  |
| 8.    | «Slumber Party»           | Larsson, Fredriksson, Michaels, Tranter                      | Mattman & Robin, Mischke      | 3:34     |  |
| 9.    | «Just Like Me»            | Spears, Michaels, Tranter, Monson                            | Monson, Mischke               | 2:44     |  |
| 10.   | «Love Me Down»            | Goldstein, Bogart, John, Karpov                              | Goldstein, Mischke            | 3:18     |  |
| 11.   | «Hard to Forget Ya»       | Görres, Kirkpatrick, Coney, Andrews, Drewett                 | Görres, Kirkpatrick, Mischke  | 3:29     |  |
| 12.   | «What You Need»           | Spears, Williams, Winfrey, Smith                             | Winfrey, Mischke              | 3:07     |  |
| 41:27 |                           |                                                              |                               |          |  |

- Edición estándar 2020[80]

| N.º   | Título                  | Escritor(es)                                        | Productor(es)                    | Duración |  |
| 13.   | «Mood Ring» (By Demand) | McFarlane, Audino, Warbrick, Hughes, Asher, Fontana | DJ Mustard, Twice as Nice, Asher | 3:48     |  |
| 45:15 |                         |                                                     |                                  |          |  |

- Edición de lujo[81]

| N.º   | Título                              | Escritor(es)                                | Productor(es)            | Duración |  |
| 13.   | «Better»                            | Spears, Michaels, Tranter, Tucker           | Bloodpop, Mischke        | 3:09     |  |
| 14.   | «Change Your Mind (No Seas Cortés)» | Larsson, Fredriksson, Michaels, Tranter     | Mattman & Robin, Mischke | 2:59     |  |
| 15.   | «Liar»                              | Evigan, Isaac, Parker, Overstreet           | Evigan                   | 3:16     |  |
| 16.   | «If I'm Dancing»                    | Kirkpatrick, Wilcox, Kreviazuk              | Kirkpatrick, Mischke     | 3:24     |  |
| 17.   | «Coupure Électrique»                | Spears, Lance Eric Shipp, Marshall, Kennedy | Shipp, Mischke           | 2:20     |  |
| 56:35 |                                     |                                             |                          |          |  |

- Edición japonesa y gira japonesa[82][83]

| N.º   | Título      | Escritor(es)                                        | Productor(es)                    | Duración |  |
| 18.   | «Mood Ring» | McFarlane, Audino, Warbrick, Hughes, Asher, Fontana | DJ Mustard, Twice as Nice, Asher | 3:49     |  |
| 60:24 |             |                                                     |                                  |          |  |

- Edición de lujo 2020[84]

| N.º | Título                                    | Escritor(es)                                        | Productor(es)                    | Duración |  |
| 18. | «Mood Ring» (By Demand)                   | McFarlane, Audino, Warbrick, Hughes, Asher, Fontana | DJ Mustard, Twice as Nice, Asher | 3:49     |  |
| 19. | «Swimming in the Stars»                   | Matthew Koma, Book, Alexei Misoul                   | Matthew Koma, Dan Book           | 3:21     |  |
| 20. | «Matches» (con Backstreet Boys)           | Michael Wise, Asia Whiteacre, Tranter, Kirkpatrick  | Ian Kirkpatrick, Michael Wise    | 2:52     |  |
| 21. | «Mood Ring» (By Demand) (Pride Remix)     | McFarlane, Audino, Warbrick, Hughes, Asher, Fontana | DJ Mustard, Twice as Nice, Asher | 3:11     |  |
| 22. | «Mood Ring» (By Demand) (Wuki Remix)      | McFarlane, Audino, Warbrick, Hughes, Asher, Fontana | DJ Mustard, Twice as Nice, Asher | 3:06     |  |
| 23. | «Mood Ring» (By Demand) (Ape Drums Remix) | McFarlane, Audino, Warbrick, Hughes, Asher, Fontana | DJ Mustard, Twice as Nice, Asher | 3:38     |  |

- Edición gira japonesa - CD extra[83]

|       |                                         |                                               |          |  |  |  |  |  |  |  |
| N.º   | Título                                  | Productor(es)                                 | Duración |  |  |  |  |  |  |  |
| 1.    | «Work Bitch»                            | Ingrosso, Otto Knows, will.i.am, Preston      | 4:07     |  |  |  |  |  |  |  |
| 2.    | «Womanizer»                             | K. Briscoe/The Outsyders                      | 3:44     |  |  |  |  |  |  |  |
| 3.    | «Piece of Me»                           | Bloodshy & Avant                              | 3:31     |  |  |  |  |  |  |  |
| 4.    | «Me Against the Music» (Dragon Man Mix) | Trixster, Magnet                              | 3:44     |  |  |  |  |  |  |  |
| 5.    | «Gimme More»                            | Danja, Jim Beanz, Hilson                      | 4:11     |  |  |  |  |  |  |  |
| 6.    | «Everytime»                             | Guy Sigsworth                                 | 3:50     |  |  |  |  |  |  |  |
| 7.    | «...Baby One More Time»                 | Max Martin, Rami                              | 3:31     |  |  |  |  |  |  |  |
| 8.    | «Oops!... I Did It Again»               | Max Martin Rami                               | 3:33     |  |  |  |  |  |  |  |
| 9.    | «Boys»                                  | The Neptunes                                  | 3:45     |  |  |  |  |  |  |  |
| 10.   | «Get Naked (I Got a Plan)»              | Danja, Beanz                                  | 4:45     |  |  |  |  |  |  |  |
| 11.   | «I'm a Slave 4 U»                       | The Neptunes                                  | 3:23     |  |  |  |  |  |  |  |
| 12.   | «Freakshow»                             | Bloodshy & Avant The Clutch                   | 2:55     |  |  |  |  |  |  |  |
| 13.   | «Do Somethin'»                          | Bloodshy & Avant                              | 3:22     |  |  |  |  |  |  |  |
| 14.   | «Circus»                                | Dr. Luke, Benny Blanco                        | 3:12     |  |  |  |  |  |  |  |
| 15.   | «If U Seek Amy»                         | Max Martin                                    | 3:36     |  |  |  |  |  |  |  |
| 16.   | «Breathe on Me»                         | Mark Taylor                                   | 3:43     |  |  |  |  |  |  |  |
| 17.   | «Touch of My Hand»                      | Harry Solomon                                 | 4:19     |  |  |  |  |  |  |  |
| 18.   | «Toxic»                                 | Bloodshy & Avant                              | 3:19     |  |  |  |  |  |  |  |
| 19.   | «Stronger»                              | Max Martin, Rami                              | 3:23     |  |  |  |  |  |  |  |
| 20.   | «(You Drive Me) Crazy»                  | Max Martin, Rami                              | 3:16     |  |  |  |  |  |  |  |
| 21.   | «Till the World Ends»                   | Dr. Luke, Max Martin, Billboard, Emily Wright | 3:57     |  |  |  |  |  |  |  |
| 70:20 |                                         |                                               |          |  |  |  |  |  |  |  |

## Posicionamiento en listas

### Listas semanales
| País                            | Medio u organización publicadora | Ranking         | Posición | Ref.    |
| ------------------------------- | -------------------------------- | --------------- | -------- | ------- |
| América del Norte               |                                  |                 |          |         |
| Canadá                          | Billboard                        | Canadian Albums | 4        | [ 86 ]  |
| Estados Unidos                  | Billboard                        | Billboard 200   | 3        | [ 76 ]  |
| México                          | Billboard                        | Top 100 álbumes | 5        | [ 87 ]  |
| América del Sur                 |                                  |                 |          |         |
| Argentina                       | CAPIF                            | Top 10 álbumes  | 5        | [ 88 ]  |
| Brasil                          | ABPD                             | Top 100 álbumes | 2        | [ 89 ]  |
| Asia                            |                                  |                 |          |         |
| Corea del Sur                   | Gaon Chart                       | Top 200 álbumes | 1        | [ 90 ]  |
| Japón                           | Oricon                           | Top 50 álbumes  | 19       | [ 91 ]  |
| Taiwán                          | G-Music                          | Top 20 álbumes  | 1        | [ 92 ]  |
| Europa                          |                                  |                 |          |         |
| Alemania                        | BVMI                             | Top 100 álbumes | 3        | [ 93 ]  |
| Austria                         | Ö3 Hitradio                      | Top 75 álbumes  | 6        | [ 94 ]  |
| Bélgica (Bélgica neerlandófona) | Ultratop                         | Top 100 álbumes | 3        | [ 95 ]  |
| Bélgica (Bélgica francófona)    | Ultratop                         | Top 100 álbumes | 4        | [ 96 ]  |
| Escocia                         | OCC                              | Top 40 álbumes  | 4        | [ 97 ]  |
| España                          | PROMUSICAE                       | Top 100 álbumes | 2        | [ 98 ]  |
| Estonia                         | Raadio 2                         | Top 10 álbumes  | 8        | [ 99 ]  |
| Finlandia                       | IFPI                             | Top 40 álbumes  | 8        | [ 100 ] |
| Francia                         | SNEP                             | Top 200 álbumes | 6        | [ 101 ] |
| Hungría                         | Mahasz                           | Top 40 álbumes  | 10       | [ 102 ] |
| Irlanda                         | IRMA                             | Top 75 álbumes  | 1        | [ 103 ] |
| Italia                          | FIMI                             | Top 100 álbumes | 1        | [ 104 ] |
| Noruega                         | Verdens Gang                     | Top 40 álbumes  | 10       | [ 105 ] |
| Países Bajos                    | MegaCharts                       | Top 100 álbumes | 8        | [ 106 ] |
| Reino Unido                     | OCC                              | Top 100 álbumes | 2        | [ 107 ] |
| República Checa                 | IFPI                             | Top 100 álbumes | 1        | [ 108 ] |
| Rusia                           | Lenta                            | Top 25 álbumes  | 3        | [ 109 ] |
| Polonia                         | ZPAV                             | Top 50 álbumes  | 12       | [ 110 ] |
| Portugal                        | AFP                              | Top 30 álbumes  | 3        | [ 111 ] |
| Suecia                          | Sverigetopplistan                | Top 60 álbumes  | 12       | [ 112 ] |
| Suiza                           | Swiss Music Charts               | Top 100 álbumes | 4        | [ 113 ] |
| Oceanía                         |                                  |                 |          |         |
| Australia                       | ARIA                             | Top 50 álbumes  | 4        | [ 114 ] |
| Nueva Zelanda                   | RIANZ                            | Top 40 álbumes  | 8        | [ 115 ] |

## Certificaciones
| País              | Organismo certificador | Certificación    | Ventas certificadas | Simbolización | Ref.    |
| ----------------- | ---------------------- | ---------------- | ------------------- | ------------- | ------- |
| América del Norte |                        |                  |                     |               |         |
| Canadá            | Music Canada           | Disco de oro     | 40 000              |               | [ 116 ] |
| América del Sur   |                        |                  |                     |               |         |
| Brasil            | Sony Music             | Disco de oro     | 20 000              |               | [ 117 ] |
| Europa            |                        |                  |                     |               |         |
| Rusia             | NFPF                   | Disco de platino | 20 000              |               | [ 118 ] |

## Premios y nominaciones
| Premiación                     | Premio                 | Nominación       | Resultado | Ref.    |
| ------------------------------ | ---------------------- | ---------------- | --------- | ------- |
| Nominaciones y premios         |                        |                  |           |         |
| PopCrush Fan Choice Award 2016 | Mejor álbum            | «Glory»          | Nominado  | [ 119 ] |
| PopCrush Fan Choice Award 2016 | Mejor colaboración     | «Slumber Party»  | Nominado  | [ 120 ] |
| PopCrush Fan Choice Award 2016 | Mejor video musical    | «Slumber Party»  | Nominado  | [ 121 ] |
| Music Choice Awards 2016       | Icono del año          | «Britney Spears» | Ganador   | [ 122 ] |
| Bizarre Awards 2016            | Mujer del año          | «Britney Spears» | Ganador   | [ 123 ] |
| People's Choice Awards 2017    | Mejor artista pop      | «Britney Spears» | Ganador   | [ 124 ] |
| People's Choice Awards 2017    | Mejor artista femenina | «Britney Spears» | Ganador   | [ 124 ] |

## Historial de publicaciones
| País o estado              | Fecha                    | Sello            | Edición(es)        | Ref.    |
| -------------------------- | ------------------------ | ---------------- | ------------------ | ------- |
| Historial de publicaciones |                          |                  |                    |         |
|                            | 26 de agosto de 2016     | RCA, Sony Music  | Estándar y de lujo | [ 125 ] |
| Japón                      | 14 de septiembre de 2016 | Sony Music Japan | Japonesa           | [ 126 ] |
| Japón                      | 31 de mayo de 2017       | Sony Music Japan | Gira Japonesa      | [ 127 ] |
| China                      | 18 de junio de 2017      | Sony Music China | De lujo            | [ 128 ] |
|                            | 29 de mayo de 2020       | RCA              | Estándar 2020      | [ 129 ] |
| 11 de diciembre de 2020    | De lujo 2020             | RCA              | [ 84 ]             |         |